# Suheil Hamami
Suheil Hamami (25 de septiembre de 1977) es un deportista tunecino que compitió en taekwondo. Ganó dos medallas en el Campeonato Africano de Taekwondo en los años 2001 y 2003.

## Palmarés internacional
| Campeonato Africano | Campeonato Africano | Campeonato Africano | Campeonato Africano |
| Año                 | Lugar               | Medalla             | Categoría           |
| ------------------- | ------------------- | ------------------- | ------------------- |
| 2001                | Dakar (Senegal)     | Medalla de oro      | –84 kg              |
| 2003                | Abuya (Nigeria)     | Medalla de bronce   | –84 kg              |